# کوثر
کوثر (عربی: الْکَوْثَر) صد و هشتمین سوره قرآن بر اساس ترتیب مصحف عثمانی و دارای سه آیه است. کوثر در جزء سی‌ام قرار دارد و جایگاهش در ترتیب نزول بر اساس نظر محمدهادی معرفت مبتنی بر روایت ابن عباس سورهٔ پانزدهم، پس از عادیات و پیش از تکاثُر است. اغلب مفسران سورهٔ کوثر را مکّی دانسته اند، اما بعضی مفسران نظر بر مدنی بودنش دارند.
کوثر را در قرآن، «خیر فراوان» معنی کرده‌اند. در تفسیرِ کوثر، بیست و شش معنیِ مختلف آمده است. در تفاسیر، احادیثی گزارش شده است که در آن‌ها، کوثر رودی در بهشت، پوشیده از طلا و جاری بر مروارید، سفیدتر از شیر و شیرین‌تر از عسل، با قُبّه‌هایی از دُرّ و یاقوت در دو طرفش، پوشیده از زَبَرجَد و ظرف‌هایش از نقره به شمارهٔ ستارگانِ آسمان است و نوشیدن از آن هیچ‌گاه تشنگی نخواهد آورد؛ و نیز حوض کوثر — که متعلق به محمد، پیامبر اسلام است — سیراب‌کنندهٔ مؤمنان به هنگامِ ورود به بهشت، معرفی شده است. تفاسیری مانند نبوّتِ پیامبر و قرآن، کثرتِ اصحاب و پیروان محمد، فراوانیِ نسل و ذُرّیه وی و شفاعت نیز درباره‌اش گفته شده است. در دیدگاه شیعه، فاطمه زهرا به عنوان تأویل کوثر معرفی شده و به کثرتِ نسل پیامبر از طریق فاطمه زهرا اشاره شده است. 
طبق تفاسیر و با توجه به احادیث،‌ منظور از صَلاة در این سوره، نماز صبح به جماعت یا نمازِ عید قربان است و مراد از نَحر، قربانی کردن در مِنا، به‌سوی قبله ایستادن در وقتِ نماز و نیز بلند کردنِ دست‌ها در هنگامِ تکبیر تا مقابل گلوگاه و صورت است. دربارهٔ شانِئْ و اَبتَر در تفاسیر، به داستانِ کنایه‌ها به پیامبر دربارهٔ بی‌نسل ماندنش پرداخته، و دشمنِ کینه‌توزِ پیامبر از خیر بُریده معرفی می‌شود. ابتر، یعنی کسی که همهٔ خیرها از او منقطع شده، یا کسی که بلاعقب است. به‌گفتهٔ مفسرانِ شیعه، کلمهٔ «ابتر» در آخرِ آیهٔ سوم، به‌معنیِ بی‌دنباله است و با توجه به محتوای آیه، چنین به‌نظر می‌رسد که منظور از کوثر، تنها فراوانیِ نسلِ پیامبر اسلام است و یا اینکه هم خیر کثیر منظور است و هم کثرت نسل. بعضی از کلمات این سوره مانند «کوثر»، «نحر» و «ابتر» تنها یک بار در قرآن آمده‌اند. در فضیلتِ سورهٔ کوثر آمده تلاوت‌کننده‌اش پاداشی به‌اندازهٔ شمارِ قربانی‌ها در عید قربان و قربانی‌های اهل کتاب و مشرکان دارد و از نهرهای بهشتی سیراب خواهد شد و نزد پیامبر اسلام جایگاه دارد.

## نام‌ها
نام این سوره از اولین آیهٔ آن گرفته شده است. کلمهٔ «کوثر»، تنها یک بار در قرآن مورد استفاده قرار گرفته است. این کلمه از ریشهٔ «ک‌ث‌ر» مشتق شده که بر وزن «فَوْعَل» به معنای فراوانی‌ای است که کم نمی‌شود. کوثر در اشعار نخستینِ عربی به‌معنای «فراوانی» به‌کار برده می‌شود. راغب اصفهانی در مُفرَدات به قولِ «نهر بهشتی» اشاره می‌کند که سرچشمهٔ دیگر نهرهاست و ادامه می‌دهد که کوثر به‌معنیِ خیرِ بزرگی است که به پیامبر عطا شد؛ و نیز مردِ سَخیّ و کریم را کوثر گویند. طُرَیْحی در مَجمَعُ الْبَحرَیْن و ثَعالِبی در فِقهُ اللُّغَة کوثر را «سَرورِ پر خیر» معنا می‌کند. ابن منظور در لِسانُ الْعَرَب معنای کوثر را «خیر زیاد در هر چیز» دانسته و به بیان معانی و تفاسیرِ مختلفِ کوثر می‌پردازد. فیروزآبادی در اَلْقاموسُ الْمُحیط کوثر را «فراوان از هر چیز» معنی می‌کند و به معانیِ دیگر مانند «نهر» یا «مردِ بخشنده» اشاره می‌کند.
با وجود آنکه ابن‌عاشور،‌ مفسر اهل سنت، تنها نام سوره را «کوثر» می‌داند؛ اما از دو نام «سوره نحر» و «سوره انا اعطیناک الکوثر» نیز یاد کرده‌است.

## محتوا و ساختار
این سوره کوتاه‌ترین و یکصدوهشتمین سورهٔ قرآن است. این سوره از بخشش کوثر به پیامبر از جانب خداوند، دستور به نماز و قربانی به شکرانهٔ این بخشش، و بی‌دنباله بودنِ دشمنِ پیامبر سخن می‌گوید. این سوره مشتمل بر سه آیه،‌ ده کلمه و چهل و دو حرف است که متن آن به شرح ذیل می‌باشد: 
﴿بِسمِ الله الرَّحمنِ الرَّحیمِ، إِنَّا أَعْطَيْنَاكَ الْكَوْثَرَ﴾ ۱ ﴿فَصَلِّ لِرَبِّكَ وَانْحَرْ﴾ ۲ ﴿إِنَّ شَانِئَكَ هُوَ الْأَبْتَرُ﴾ ۳
بهاءالدین خرمشاهی، مترجم شیعه، در ترجمه این سوره آورده‌است:
﴿به نام خداوند بخشنده مهربان، ما به تو كوثر بخشيده‌‏ايم﴾ ۱ ﴿پس براى پروردگارت نماز بگزار و قربانى كن‏﴾ ۲ ﴿بی‌گمان دشمن تو بی‌سرانجام [و بلاعقب‏] است﴾ ۳

## شأن نزول و ترتیب
در مَکّی یا مَدَنی بودنِ این سوره اختلاف است و از ظاهر آن برمی‌آید که در مکّه نازل شده باشد. بعضی از مفسران برای جمع بین این دو نظر، بیان کرده‌اند که شاید این سوره دو بار — یک بار در مکه و یک بار هم در مدینه — نازل شده باشد. به‌گزارش مفسر شیعه، طَبْرِسی در مجمع‌البیان و مفسر اهل سنت، آلوسی در روح المعانی، ابن عباس و کَلْبی سورهٔ کوثر را مکی، و عَکرَمه و ضحّاک مدنی می‌دانند. رفعت‌پاشا، نویسنده سنی مذهب در کتابش مراة‌الحرمین مکان نزول سوره کوثر را منطقه‌ای در میانه سرزمین منا دانسته که امروزه به مسجد کوثر شهره است. به‌گفتهٔ محمدهادی معرفت، قرآن پژوه شیعه، این سوره طبق ترتیب نزول مبتنی بر روایت ابن عباس در جایگاه پانزدهم، پس از سوره عادیات و قبل از تَکاثُر، نازل شده است. وهبه زحیلی، مفسر سنی، نیز مکّی بودن این سوره را به قول مشهور نسبت داده است.
در احادیث آمده سورهٔ کوثر در ماجرای کنایه زدن شخصی به نام عاص بن وائل به پیامبر اسلام دربارهٔ بی‌دنباله بودن وی پس از درگذشتِ قاسم و عبدالله، فرزندان پیامبر اسلام نازل شده است. محدث و مفسر اهل سنت، ابن ابی‌حاتم در کتاب تفسیرش، در تفسیر آیه آخر این موضوع را ذکر می کند. محلّی، مفسر اهل سنت، در تفسیر الجلالین شأن نزول آیهٔ آخر را دربارهٔ کنایهٔ عاص بن وائل به پیامبر پس از فوتِ قاسم بن محمد می‌داند. مفسرانِ شیعه بر این عقیده‌اند که با توجه به آیهٔ آخرِ آن و از سوی دیگر با درنظرگرفتن روایاتِ گوناگون دربارهٔ داستانِ کنایه‌زنی‌ها به پیامبر اسلام، این سوره دلالت بر فاطمه و فرزندانِ او و کثرتِ نسلِ پیامبر از طریقِ فاطمه زهرا دارد. به‌گزارش محمدهادی معرفت، بعضی از مفسران شیعه مانند طبرسی روایتی را از انس بن مالک نقل کرده‌اند که سورهٔ کوثر در مدینه و در هنگامِ خواب بر پیامبر نازل شده‌است. معرفت در ادامه، این حدیث را نادرست می‌شمارد و می‌گوید هیچ آیه و سوره‌ای در خواب نازل نشده است، مگر اینکه آیه یا سوره‌ای که پیشتر نازل شده و در خواب بازگو شده باشد. این در حالی است که انس، در منابع شیعه به جعل روایت شهره و از جهت اعتبار رجالی، ضعیف است.

### رابطه سوره کوثر و ماعون
فخر رازی، مفسر اهل سنت، سوره کوثر را مکملی برای سوره‌های قبل از جمله ماعون دانسته‌است. بنابر آنچه رازی معتقد است، خداوند در سوره ماعون، صفات تکذیب‌کنندگان دین و در سوره کوثر صفات مومنان (که پیامبر اسلام در صدر آنان است) را متذکر می‌شود. رازی در ادامه به شرح تفاوت صفات این دو دسته پرداخته است. وی در این تحقیق، صفتِ بخلِ مکذبین دین را در مقابل صفتِ عطاء و بخشندگیِ مؤمنان، صفتِ ترک و کوچک شمردنِ نماز را در مقابل برپاییِ نمازِ مومنان و صفتِ ریاکاریِ مکذبین را در مقابلِ اخلاصِ مومنان قرار داده‌است.

## تفسیر

### اعطای کوثر
دیدگاه مفسران اهل سنت به این صورت است: ابن ابی‌حاتَم در تَفسیرُ الْقُرآنِ الْعَظیم، احادیثی را گزارش می‌کند که در آن‌ها، کوثر رودی در بهشت، پوشیده از طلا و جاری بر مروارید، سفیدتر از شیر و شیرین‌تر از عسل بیان شده است. سپس بعضی اقوال را دربارهٔ کوثر از قبیل: نبوّت، خیر و قرآن بیان می‌کند. مفسّرِ مُعْتَزِلی، زَمَخْشَری در اَلْکَشّاف، احادیث مرتبط با کوثر را بیان می‌کند که در آن‌ها، کوثر رودی در بهشت و خیر کثیر توصیف شده و درباره‌اش آمده شیرین‌تر از عسل، سفیدتر از شیر، خنک‌تر از برف، نرم‌تر از کف و حباب، پوشیده از زَبَرجَد و ظرف‌هایش از نقره به شمارهٔ ستارگان آسمان است و نوشیدن از آن هیچ‌گاه تشنگی نخواهد آورد. ابن کثیر از مفسرانِ سَلَفیِ، در تَفسیرُ الْقُرآنِ الْعَظیم نیز، به‌تفصیل احادیثِ مختلف دربارهٔ کوثر را بیان می‌کند و می‌گوید این تفاسیر عموماً بر نهر دلالت دارند و کوثر خیر کثیر است. او در ادامه به مصادیقِ کوثر در اقوال گوناگون مانند نبوّت، قرآن و ثوابِ آخرت اشاره می‌کند. جلال‌الدّین مَحَلّی در تفسیرُ الْجَلالَیْن، کوثر را نهری در بهشت، حوضی که اُمَّتِ پیامبر به آن بازمی‌گردند و نیز خیر کثیری از نبوّت و قرآن و شفاعت و مانند اینها می‌دانند. فخر رازی نیز با جمع دیدگاه‌های مفسرین سنی مذهب، علاوه بر موارد گذشته، موارد دیگری چون کثرت اولاد، علماء امت، نبوت، قرآن، اسلام، کثرت مسلمانان، فضائل کثیر، بلندمرتبه کردن ذکر و یاد، علم، حسن خلق، مقام محمود، نعمت‌های الهی و خود سوره کوثر که با وجود کوچکی از جمیع منافع بهره‌مند است؛ را از تفاسیر مطرح‌شده برای کلمه کوثر یاد کرده‌است.
آرای مفسران شیعه در این خصوص بدین شرح است: شیخ طوسی، فقیه و مفسر و محدّثِ شیعه، در اَلتِّبْیانُ فی تَفسیرِ الْقُرآن، کوثر را خیرِ کثیر می‌داند و در گزارش احادیث می‌آورد که در آن‌ها، کوثر رودی در بهشت، با قُبّه‌هایی از دُرّ و یاقوت در دو طرفش است؛ و نیز حوض کوثر — که متعلق به پیامبر است — سیراب‌کنندهٔ مؤمنان به هنگامِ ورود به بهشت، معرفی شده است. طبرسی در مَجمَعُ الْبَیان، افرون بر موارد فوق، می‌آورد که کوثر رودی در بهشت است که به جبرانِ عبدالله — فرزند پیامبر که در کودکی درگذشت — به پیامبر عطا شد، و سپس نظراتِ مفسران را دربارهٔ کوثر بیان می‌کند از قبیل: خیر فراوان، نبوّتِ پیامبر و قرآن، کثرتِ اصحاب و پیروان، و فراوانیِ نسل و ذُرّیه، شفاعت؛ و در پایان بر درنظرگرفتن همهٔ این گفته‌ها تأکید می‌کند و می‌گوید چنانکه خدا بر پیامبر خیر فراوان در دنیا و آخرت داده و سپس همهٔ این اقوال را خلاصه در یک عبارتِ «خیر بسیار در دنیا و آخرت» می‌داند. طُرَیْحی، در مَجمَعُ الْبَحرَیْن به احادیث دربارهٔ نهر بهشتی بودنِ کوثر اشاره، و نیز کثرتِ نسل از طریقِ فاطمه زهرا را ذکر می‌کند. علامه طباطبایی در تفسیر اَلْمیزان، پس از آنکه منظور از کوثر را فاطمه زهرا دانسته‌است؛ می‌گوید عجیب آن است که مفسران در بیان مصداق آن، اختلاف فراوانی دارند. بعضی «خیر کثیر» گفته‌اند؛ و بعضی معانی دیگر عبارتند از: ۱. نهری در بهشت؛ ۲. حوض مخصوص پیامبر در بهشت و یا در محشر؛ ۳. فرزندان پیامبر؛ ۴. اصحاب و پیروان پیامبر تا روز قیامت؛ ۵. علمای امت پیامبر؛ ۶. قرآن و فضائل فراوان آن؛ ۷. مقام نبوت؛ ۸. تَیْسیر قرآن و تخفیفِ شرایع و احکام؛ ۹. اسلام؛ ۱۰. توحید؛ ۱۱. علم و حکمت؛ ۱۲. فضائل پیامبر اسلام؛ ۱۳. مقامِ محمود؛ ۱۴. نور قلب پیامبر اسلام؛ و ازاین‌دست معانی که به بیست و شش معنی می‌رسد. طباطبایی می‌گوید استدلال قائلان به دو معنی نخست — یعنی نهری در بهشت یا حوض پیامبر در بهشت — بعضی روایات در این زمینه است، اما دیگر معانی هیچ استدلالی ندارند. مکارم شیرازی در تفسیر نمونه، به گزارش احادیث دربارهٔ کوثر می‌پردازد که دربردارندهٔ همان احادیث مجمع‌البیان است. او در ادامه، به اقوال مختلف دربارهٔ کوثر می‌پردازد و پس از بیان آن‌ها، فاطمه زهرا را از روشن‌ترین مصادیق آن بیان می‌کند و در ادامه به کثرتِ نسل پیامبر از طریق فاطمه زهرا اشاره می‌کند. اما مرتضی مطهری مقصود از «کوثر» را در دو معنا محتمل می‌داند: معنای اول آنکه به معنای خیر کثیر باشد؛ معنای دوم آنکه به معنای منشا خیر کثیر باشد. (گرچه این هم خودش خیر است.) وی سپس معنای دوم را می‌پذیرد.
به‌گفتهٔ هورویتز و گاردت در دانشنامهٔ اسلام، برخی از نخستین مفسرانِ اهل سنت مانند ابن هشام و طَبَری، کوثر را در قرآن، «خیر فراوان» تفسیر کرده‌اند. معنایِ لغویِ این واژه، هرچند که کاملاً از میان نرفت، اما راه را برای تفسیرِ سنتی باز کرد. با توجه به این موضوع، پیامبر اسلام کوثر را — به‌عنوان نامی مخصوص برای رودی در بهشت — به خویشتن نسبت داد، و یا به‌عنوان حوضی که در هنگامِ معراج به او نشان، و برای او اختصاص داده شد. این معنای آخرِ نقل‌شده از طبری قابل اعتمادتر است. کوثر پس از آن، تبدیل به چیزی تقریباً مترادف با «حوضِ پیامبر» شد که در آن، مؤمنان تشنگیِ خود را در هنگام ورود به بهشت فرومی‌نشانند. وجود آن در چندین «درجه از مراتبِ ایمان» تأیید شده است. اما اغلب کوثر رودی است که حوض را سیراب می‌کند. با توجه به نظر بعدی، تمام رودهای بهشت به «حوضِ کوثر» راه می‌یابند، که «نهر محمد» هم نامیده می‌شود و اختصاصاً متعلق به پیامبر است. نخستین سوره‌ها به «چشمه» (عَیْن) و «چشمهٔ زندگی» (عَینٌ جاریَةٌ) که آب‌های بهشت از آن می‌گذرد اشاره می‌کنند، اما سوره‌های مدنی با جزئیات بیشتری «رودها» (اَلْاَنْهار) را شرح می‌دهند. به‌عنوان مثال در آیهٔ ۱۵ از سورهٔ محمّد آمده است: «در آن نهرهایی است از آبی که [رنگ و بو و طعمش] برنگشته و جوی‌هایی از شیری که مزه‌اش دگرگون نشود و رودهایی از باده‌ای که برای نوشندگان لذتی است و جویبارهایی از عسل ناب». این شرح، رودهای بهشت در فرجام‌شناسیِ یهودی–مسیحی را به ذهن می‌آورد که با روغن، شیر، شراب و عسل جریان دارند؛ با این تفاوت که روغن به‌جای «آب فسادناپذیر» (غَیْرِآسِنٍ) جایگزین شده است، که در بیابان‌های عربستان بسیار ارزشمند است. احادیث و تفاسیر در توصیفِ کوثر از این مدلِ مشابه بهره می‌برند. اما با درنظرگرفتن مفهومِ ریشهٔ «فراوانی»، کوثر — «رود پیامبر» — خود را به‌عنوان جوهره و اصلِ رودهای بهشت معرفی می‌کند. در بعضی نسخه‌های نقل‌شده از تفسیر طبری گفته شده است: «آب‌های آن سفیدتر از برف و شیرین‌تر از عسل است» یا «آب‌های آن شراب است». فراتر از توصیف قرآنی، آن را با «گنجینه‌های طلا» و یا تخت «جواهر و مروارید» با عطری «خوشبوتر از مشک» توصیف کرده است. تفاسیرِ عقلانی یا مدرن به‌راحتی به این جزئیات معنایی استعاری می‌دهند.
مفسران شیعه، شیخ طوسی در التبیان و طبرسی در مجمع‌البیان، می‌گویند «اِعطاء» دو گونه است: بخشش با قیدِ تَملیک و بخشش با غیرِ قیدِ تملیک (اباحه تصرف)؛ و اعطاءِ کوثر، بخشش با تملیک است.

### صلاة و نحر
دیدگاه مفسران اهل سنت در خصوص این آیه بدین شرح است: ابن ابی‌حاتم گزارش می‌کند که منظور از صَلاة، نمازِ صبح به جماعت یا نماز عید و مراد از نَحر، قربانی کردن در مِنا است. زمخشری بر این عقیده است که منظور از نحر، قربانی کردن در منا است. ابن کثیر دربارهٔ این آیه می‌گوید یعنی آنچنانکه به پیامبر کوثر عطا شد، پس پیامبر باید نمازِ واجب و نافله و قربانی‌اش را برای پروردگارش خالص گرداند و عبادتِ او کند و به نام پروردگارش و برای او قربانی کند. ابن کثیر در ادامه، احادیثِ دربارهٔ این آیه را نیز بیان می‌کند. محلّی و سیوطی، بر این عقیده‌اند که منظور از نماز، نماز عید قربان و مراد از نحر، قربانی کردن در همان روز است.
نظر مفسران شیعه در مورد این آیه به این صورت است: شیخ طوسی در التبیان نیز تفاسیر مختلف مانند قربانیِ خالصانه برای خدا و نماز عید و قربانی آن را گزارش می‌کند. طبرسی می‌گوید یعنی خداوند او را به نماز و قربانی برای شُکرِ نعمتِ کوثر امر کرد؛ و در ادامه به احادیث دربارهٔ به‌سوی قبله ایستادن در وقتِ نماز و نیز بلند کردنِ دست‌ها در هنگامِ تکبیر تا مقابل گلوگاه و صورت می‌پردازد. علامه طباطبایی در المیزان با توجه به سیاق آیات، امر به نماز و نحرِ شتر را برای شکرِ نعمتِ اعطاءِ کوثر می‌داند و در ادامه می‌گوید با توجه به احادیث، منظور از نحر بلند کردن دست به‌هنگام تکبیر در نماز است. مکارم شیرازی در تفسیر نمونه می‌گوید از ظاهر آیه برمی‌آید که مفهوم گسترده‌ای را دربردارد و نماز و قربانی عید قربان، یکی از مصادیقش است و در ادامه به دیگر تفاسیر در این‌باره مانند به‌سوی قبله ایستادن در وقت نماز و نیز بلند کردنِ دست‌ها در هنگام تکبیر تا مقابل گلوگاه و صورت اشاره می‌کند، اما می‌گوید بهترین تفسیر، نماز و عبادت و قربانیِ خالصانه برای خداست، و البته جمع بین همهٔ این معانی نیز امکان دارد.

### شانئ و ابتر

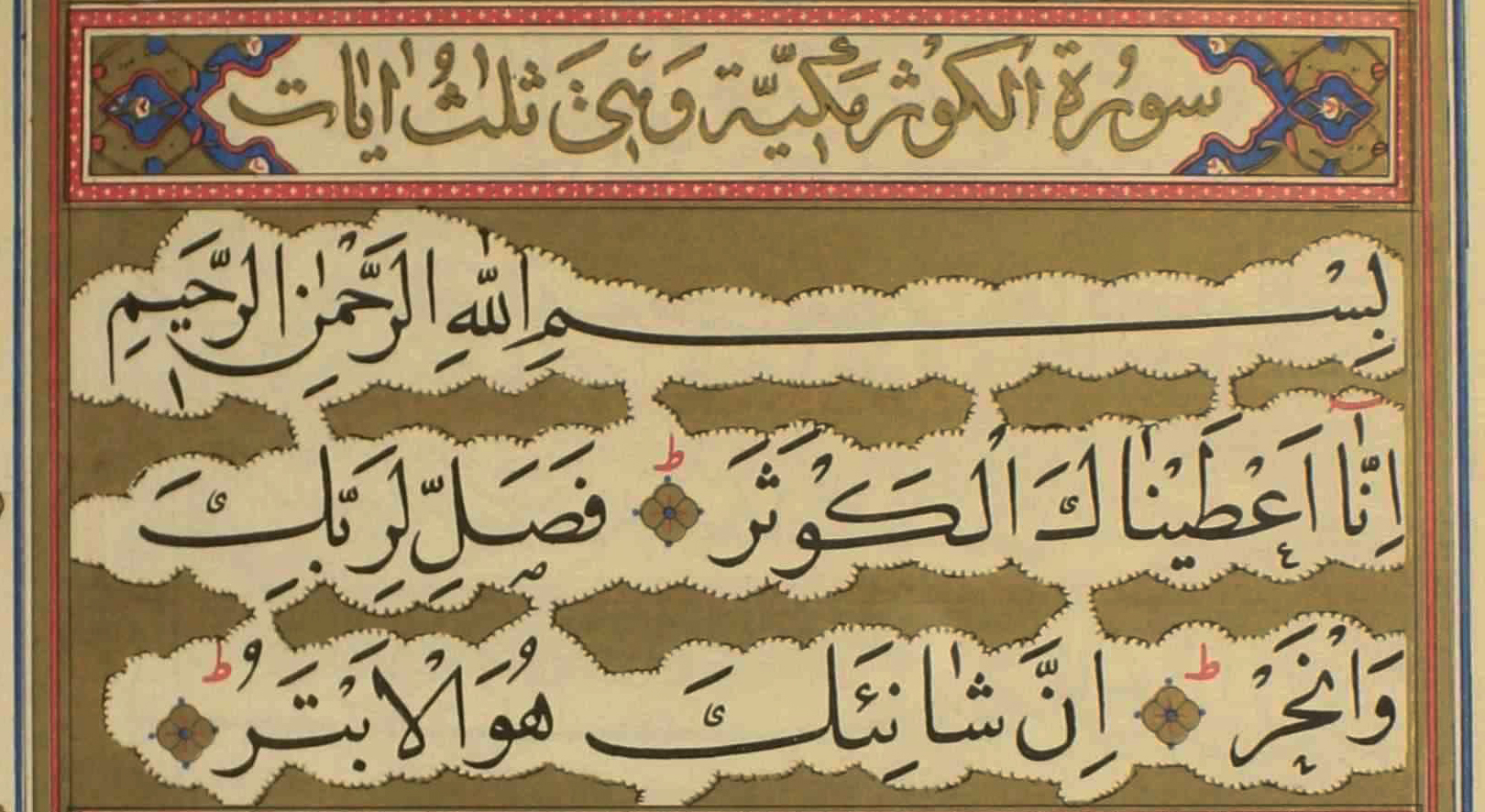
قرآن اثرِ میرزا احمد نیریزی؛ کتابت: ۱۱۱۷ ه‍.ق، اواخر دورهٔ صفوی؛ نگاه‌داری‌شده در کتابخانهٔ کاخ گلستان؛ معروف به قرآن آریامهری یا پهلوی

مفسران اهل سنت در این خصوص می گویند: ابن ابی‌حاتم در تفسیر القرآن العظیم به داستان کنایه‌هایی که به پیامبر زده می‌شد، می‌پردازد و می‌گوید عاص بن وائل به پیامبر اَبتَر گفت و در ادامه، اقوال دیگر دربارهٔ کیستی آن فرد مانند ابوجهل یا عُقبَة بن ابی‌مُعیط را بیان می‌کند. زمخشری، مفسر معتزلی در الکشاف در ادامهٔ مباحثی، داستان کنایه به پیامبر را بیان می‌کند و اینکه فردِ مذکور یعنی عاص بن وائل (پدر عمرو عاص) ابتر و بی‌دنباله است. ابن کثیر در تفسیر القرآن العظیم می‌گوید که به گفتهٔ ابن عباس و شِمْر بن عَطیّه، مشرکین به پیامبر ابتر گفتند چون گمان کردند پس از درگذشت، نامش از میان می‌رود و می‌گوید از نادانی‌شان گمان می‌کردند که چون فرزندانِ پسرِ پیامبر درگذشتند، یادش از بین می‌رود، درحالی‌که نامش همچنان پابرجاست. محلّی، مفسر اهل سنت، در تفسیر الجلالین، می‌گوید ابتر، یعنی کسی که همهٔ خیرها از او منقطع شده یا کسی که بلاعقب است.
مفسران شیعه در این خصوص می گویند: شانِئْ به‌معنای کینه‌توز است. شیخ طوسی و طبرسی می‌گویند یعنی دشمنِ کینه‌توزِ پیامبر از خیر بُریده است که در اینجا منظور عاص بن وائل است. مرتضی مطهری می‌گوید وقتی که عاص این سخن را گفت، چندین فرزند پسر داشت، ولی یک قرن و دو سه نسل بیشتر از او نگذشت که نسل او به کلی منقطع شد و کسی از او باقی نماند. علامه طباطبایی می‌گوید کلمهٔ «ابتر» در آخر آیهٔ سوم، به‌معنی بی‌دنباله است و با توجه به محتوای آیه، چنین به‌نظر می‌رسد که منظور از کوثر، تنها فراوانیِ نسلِ پیامبر اسلام است و یا اینکه هم خیر کثیر منظور است و هم کثرت نسل. او در ادامه به داستان شأنِ نزول سوره می‌پردازد و می‌گوید با این توضیح، اینکه مفسری منظور گویندهٔ ابتر را، «بریدگی از مردم یا خیر» دانسته و در ادامه نیز بر این عقیده بوده که خدا در ردِّ گفتهٔ آن گوینده، خودِ آن شخص را «بریده از هر چیزی نامیده»، نادرست است. مکارم شیرازی در تفسیر این آیه، می‌گوید «شانِئْ» به‌معنی فردِ کینه‌توز و بدخُلق و «ابتر» به‌معنی حیوانِ دُم‌بریده است. و در ادامه با بیان داستانِ کنایه‌زنی به پیامبر، به کثرت نسل پیامبر از طریق فاطمه زهرا می‌پردازد و گفتهٔ مفسر اهل سنت، فخر رازی در تفسیر کبیر را نقل می‌کند:

قول سوم این است که این سوره به‌عنوان ردّ بر کسانی نازل شده که عدمِ وجودِ اولاد را بر پیغمبر اکرم خُرده می‌گرفتند، بنابراین معنیِ سوره این است که خداوند به او نسلی می‌دهد که در طول زمان باقی می‌مانَد، ببین چه اندازه از اهل بیت را شهید کردند، در عین حال جهان مَملو از آنهاست، این در حالی است که از بنی‌امیه — که دشمنان اسلام بودند — شخص قابل ذکری در دنیا باقی نمانْد، سپس بنگر و ببین چقدر از علمای بزرگ در میان آنهاست مانند باقر و صادق و رضا و نَفْسِ زَکیّه.

## منزلت

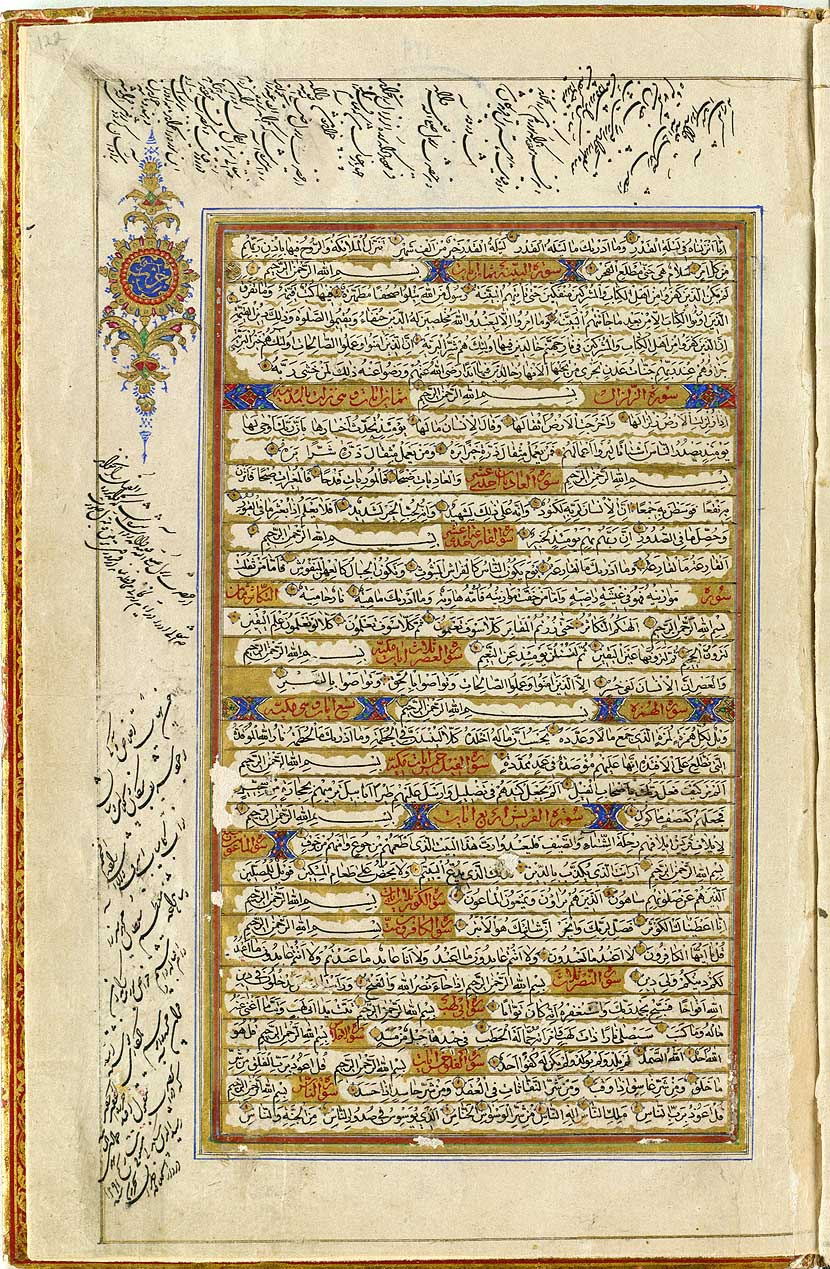
تصویری از قرآنی خطی مربوط به سال ۱۸۷۴ میلادی که «سوره کوثر» در آن بدون ذکر مکی یا مدنی بودن، ذکر شده‌است.

- به‌نقل از منابعِ اهل سنت و شیعه، در حدیثی از پیامبر اسلام آمده است: هرکس آن را تلاوت کند خداوند او را از نهرهای بهشتی سیراب خواهد کرد و به عدد هر قربانی که بندگان خدا در روز عید قربان قربانی می‌کنند، و همچنین قربانی‌هایی که اهل کتاب و مشرکان دارند، به عدد هر یک از آنان اجری به او می‌دهد.[۶۶]
- در حدیثی مشابه از پیامبر اسلام در منابعِ سنی آمده است: کسی که سوره کوثر را قرائت کند، خداوند از هر رودی در بهشت، او  را سیراب می‌کند و برای او به عدد هر قربانیِ که در روز عید قربان، قربانی شده یا قربانی می‌شود، ده حَسَنه می‌دهد.[۶۷]
- در حدیثی از جعفر صادق در منابعِ شیعه آمده است: کسی که اِنّا اَعْطَیْناکَ الْکَوْثَر را در نمازهای واجب و مستحبّی بخواند، خداوند او را در روز قیامت از کوثر سیراب نماید و جایگاهش در نزد محمد خواهد بود.[۶۸]
- در منابع اهل سنت از علی بن ابی‌طالب منقول است که یکی از سوره‌های خوانده‌شده توسط محمد در نمازهایش، سوره کوثر بوده‌است.[یادداشت ۵][۶۹]

## ویژگی‌ها
بعضی از کلمات این سوره مانند «کوثر»، «نحر» و «ابتر» تنها یک بار در قرآن آمده‌اند. این سوره، از لحاظ تعداد حروف و کلمات کوتاه‌ترین سوره قرآن است.

## تجزیه و ترکیب
| شماره آیه | متن آیه            | تجزیه و ترکیب |
| ۱         | إِنَّا أَعْطَيْنَاكَ الْكَوْثَرَ | إِنَّا از حروف مشبهه بالفعل و ضمیر «نا» در محل نصب و اسمش، أَعْطَيْنَاكَ فعل و فاعل و ضمیر «کاف» در محل نصب و مفعول‌به اول، الکوثرَ مفعول‌به دوم «اعطینا»، أَعْطَيْنَاكَ الکوثرَ محلا مرفوع و خبر «اِنَّ»، إِنَّا أَعْطَيْنَاكَ الکوثرَ محلی از اعراب ندارد و ابتدائیه است.                                 |
| ۲         | فَصَلِّ لِرَبِّكَ وَانْحَرْ     | فـ عاطفه سببیه، صَلِّ فعل و ضمیر مستتر «اَنتَ» فاعل آن، لِرَبِّكَ جار و مجرور و مضاف و مضاف‌الیه و متعلق به «صَلِّ»، صَلِّ لِرَبِّكَ محلی از اعراب ندارد و عطف بر جمله «إِنَّا أَعْطَيْنَاكَ الکوثرَ» (آیه اول) است. وَ عاطفه انْحَرْ عطف بر جمله «صَلِّ» شده و مانند آن ترکیب می‌شود.                              |
| ۳         | إِنَّ شَانِئَكَ هُوَ الْأَبْتَرُ | إِنَّ از حروف مشبهه بالفعل، شَانِئَكَ مضاف و مضاف‌الیه و اسم «اِنَّ» هُوَ ضمیر فصل و یا در محل رفع و مبتدا الْأَبْتَرُ خبر «اِنَّ» (در صورتی که «هو» ضمیر فصل باشد) و یا خبر (در صورتی که «هو» مبتدا باشد؛ بنابر این فرض، جمله {هو الأبتر} خبر برای إنَّ می‌باشد.)، إِنَّ شَانِئَكَ هُوَ الْأَبْتَرُ مستأنفه است. |

## بلاغت
در قرآن به جهت تعظیم، سوره با صیغه جمع یعنی إِنَّا آغاز شده و به جهت تاکید، حرف إِنَّ (که خودش نیز معنای تاکیدی دارد) را در محل قَسَم قرار داده شده‌است. چراکه اصل آن «اِنَّ وَ نَحنُ» بوده. فعل أَعْطَيْنَاكَ نیز به صیغه ماضی استعمال شده نه آینده؛ علت آن این است که در تحقق وعده خدا به پیامبرش، مبالغه شود به نحوی که گویا آن خیر کثیر هم‌اکنون واقع شده است. الْكَوْثَرَ نیز به صیغه مبالغه آورده شده و بین آن با کلمه الْأَبْتَرُ (کلمه آخر سوره) به جهت معنایی مطابقت وجود دارد؛ زیرا الْكَوْثَرَ به معنی خیر کثیر و الْأَبْتَرُ به معنی منقطع از خیر کثیر است. آیه إِنَّ شَانِئَكَ هُوَ الْأَبْتَرُ نیز معنای حصر را افاده می‌کند و تقدیرش نیز چنین است: «إِنَّ شَانِئَكَ هُوَ الْأَبْتَرُ لا اَنتَ؟»